# The Outsiders (rockgrupp)
The Outsiders var en rockgrupp från Stockholm, aktiv 1965–1969, en trio som spelade en tät psykedelisk rock som hämtade inspiration från Jimi Hendrix, Cream och Steppenwolf.

## Historia
The Outsiders bildades av Thomas Hermelin (gitarr/sång), Sten Plutten Larsson (bas) och Per Björkman (trummor/sång). Trion stod tidigt ut bland popbanden i Stockholm då de spelade en ovanligt vild och bullrig rock utan att försöka imitera sina idoler. Thomas Johansson (konsertarrangör) upptäckte bandet som 16-åring och hängde med och bokade spelningar på ungdomsgårdar i Stockholmsområdet. Första singeln Don't Fight It / From Four Until Late gavs ut av Reprise Records 1967, den andra innehöll Kinda Dead / So You're My Sister's Boyfriend där Kinda Dead blev en kult-hit och filmades av Sveriges Television till programmet Popside i regi av Lasse Hallström.

1969 befann sig The Outsiders i London och uppträdde på klubbar som The Marquee Club och Revolution Nightclub och The Speakeasy Club samt spelade in en demo för Mercury Records. Skivbolaget utlovade ett flerårigt kontrakt och en första turné till Brasilien, men basisten Sten Plutten Larsson ville inte åka till Sydamerika och därmed var samarbetet med Mercury historia. Strax därefter lämnade Thomas Hermelin The Outsiders och ersattes av britten Roye Albrighton, som tillsammans med Larsson och den nya trummisen Börje Welén höll liv i bandet ett par månader.

Thomas Hermelin och senare även Sten Larsson och Börje Welén medverkade på Jack Downings första album Now and Then.

## Diskografi
- 1967 Don't Fight It / From Four Until Late - Reprise RS203
- 1967 So You're My Sister’s Boyfriend / Kinda Dead - Nashville NS860
- 1968 On My Magic Carpet / Inside of Me - Polydor NH59767
- 1969 Demo-tape 6 tracks - Mercury Records
- 1970 Now and Then Jack Downing - RCA Victor LSP 10321